# Andalué
Andalué es un barrio ubicado en la comuna chilena de San Pedro de la Paz, en la Provincia de Concepción. Se encuentra emplazado en el cerro San Pedro, adyacente a la Laguna Grande y Laguna Chica. El barrio se caracteriza por ser uno de los barrios residenciales más acomodados del Gran Concepción, estando conformado por grandes y lujosas viviendas, construidas sobre un entorno natural y con una vista panorámica privilegiada por la altura.

## Toponimia
El término «Andalué» proviene del idioma mapuche, y se refiere al lugar de la montaña donde el sol está más claro.

## Historia
El proyecto inmobiliario Andalué nació en marzo de 1995, a manos de la empresa del mismo nombre, con un fundo inicial de 96 hectáreas. En noviembre de 2009 ya sumaron 2000 familias residentes en Andalué, principalmente familias de altos ingresos que emigraban desde el centro de Concepción.
Luego del terremoto del 27 de febrero de 2010, con la subida de cientos y probablemente miles de personas que formaron un provisorio campamento hasta el día 1 de marzo, refugiándose de la venida de un tsunami se produjo una situación muy tensa, agravada por los tempranos saqueos en locales comerciales, de virtual guerra fría social entre los residentes permanentes y aquellos acampantes, que fue dispersada con la llegada de los militares que expulsaron a los segundos, lo que derivó en un afianzamiento de los lazos afectivos entre los vecinos más próximos y un aumento del estigma hacia los habitantes de barrios considerados conflictivos de la comuna.

## Urbanización
En Andalué se encuentran algunos colegios particulares, como el Colegio Alemán, el Colegio Santísima Trinidad (Padres de Schoenstatt) y el Colegio Inglés Saint John's.[cita requerida]
Con respecto al transporte, Andalué cuenta con un servicio privado de transporte que funciona desde el año 2014 (Transportes Trinidad), conectando el plan con el cerro, a ello se ha sumado transporte colectivo menor que permite movilizar el personal de servicio dado el constante aumento demográfico del barrio.